# Christian Jacob
Christian Jacob (Rozay-en-Brie, 4 de diciembre de 1959) es un político francés. Fue presidente del partido Los Republicanos entre 2019 y 2022. También fue ministro de la Función Pública francesa en el segundo mandato de Jacques Chirac.

## Biografía
Fue agricultor y ocupó puestos de responsabilidad en sindicatos agrícolas, locales, departamentales, regionales y luego nacionales. Fue presidente del Centro Nacional para Jóvenes Agricultores (CNJA) de 1992 a 1994.

## Carrera política

### Parlamento Europeo
Jacobe se convirtió en miembro del Parlamento Europeo en las elecciones de 1994. En el parlamento, fue miembro del Comité de Agricultura y Desarrollo Rural. Además de sus asignaciones en el comité, formó parte de la delegación del parlamento para las relaciones con Ucrania, Bielorrusia y Moldavia.

### Carrera en el gobierno
Después de las elecciones de 2002, Jacob fue nombrado por el gobierno del primer ministro Jean-Pierre Raffarin, primero se desempeñó como ministro Delegado a cargo de la Familia desde 2002 hasta 2004. En 2004, se convirtió en ministro Delegado a cargo de Pequeña y mediana empresa, Comercio, Artesanía, Profesiones Liberales y Asuntos del Consumidor, que luego se convirtió en un ministerio de pleno derecho. En 2005, en el gobierno del primer ministro Dominique de Villepin, fue nombrado ministro de la Función Pública.

### Asamblea Nacional
En el Parlamento francés, Jacob formó parte de la Comisión de Asuntos Económicos (2007-2009); el Comité de Desarrollo Sostenible y Ordenación del Territorio (2009-2010, 2012-2017); y el Comité de Defensa (2010-2012).
Cuando Jean-François Copé renunció a su cargo de presidente del grupo Unión por un Movimiento Popular (UMP) en la Asamblea Nacional para convertirse en secretario general del partido a fines de 2010, Jacob lo sucedió después de derrotar a Jean Leonetti. En 2012, fue reelegido en la primera vuelta con 117 votos, por delante de Xavier Bertrand (63 votos) y Hervé Gaymard (17 votos). En las primarias de liderazgo de la UMP de 2012 , respaldó a Jean-François Copé.
En las elecciones presidenciales de 2017, Jacob fue nombrado coordinador de campaña presidencial de François Fillon.
Tras las elecciones legislativas de junio de 2017, Jacob fue reelegido presidente del grupo parlamentario de LR, en una votación contra Damien Abad. Además, desde entonces ha estado sirviendo en el Comité de Defensa y el de Desarrollo Sostenible y Ordenación del Territorio nuevamente.
En octubre de 2019, luego de la renuncia de Laurent Wauquiez, como líder de LR y en el contexto de una serie de derrotas electorales, Jacob decidió ser candidato para el liderazgo de LR. En una votación interna del partido, ganó contra Julien Aubert y Guillaume Larrivé. Damien Abad lo sucedió como líder del grupo parlamentario. Bajo el liderazgo de Jacob, LR ganó más de la mitad de las pequeñas ciudades del país en las elecciones municipales francesas de 2020; al mismo tiempo, sin embargo, el partido perdió en las ciudades más grandes que había obtenido durante décadas, incluidas Marsella y Burdeos.